# Salem Khalvan
Salem Khalvan (Arabic:سالم خلفان) (sinh ngày 20 tháng 12 năm 1994) là một cầu thủ bóng đá người Các Tiểu vương quốc Ả Rập Thống nhất. Hiện tại anh thi đấu choAl-Sharjah.